# 138 هـ
138 هـ هي سنة في التقويم الهجري امتدت مقابلةً في التقويم الميلادي بين سنتي 755 و756.

## أحداث
- حج بالناس الفضل بن صالح بن علي.
- خلع جمهور بن مرار العجلي، فتوجه إليه محمد بن الأشعث فقتله.
- أغار طاغية الروم على ملطية فهدمها وعفا عمن كان فيها من المقاتلة والذرية.
- خزيمة بن خازم إلى حرملة الشيباني فقتله.
- وسار على مكة والمدينة زياد بن عبيد الله الحارثي.
- وهدم أبو جعفر في هذه السنة بعض مسجد الحرام وزاد فيه.
- 15 رمضان - عبد الرحمن الداخل يعبر البحر إلى الأندلس هربًا من سيوف العباسيين ليؤسس دولة إسلامية جديدة هي الدولة الأموية في الأندلس.

## مواليد
- بشر المريسي
- الحكم بن نافع

## وفيات
- جمهور بن مرار العجلي
- عاصم بن جميل الورفجومي
- ملبد بن حرملة الشيباني
- أبان بن أبي عياش